# Mercey-sur-Saône
Mercey-sur-Saône là một xã thuộc tỉnh Haute-Saône trong vùng Franche-Comté phía đông nước Pháp.